# Aeroportul Regional Southern Wisconsin
Aeroportul Regional Southern Wisconsin (IATA: JVL, ICAO: KJVL, FAA LID: JVL) este un aeroport din Wisconsin, Statele Unite ale Americii ce deservește zona Janesville. Aeroportul a fost tranzitat în 2019 de 446 de pasageri.
Situat la o altitudine de 246 m, aeroportul dispune de 3 piste.

## Infrastructură

### Piste
Aeroportul dispune de 3 piste: 
- pista 04/22 din asfalt, cu dimensiunile 6.701 picioare × 150 picioare
- pista 14/32 din beton, cu dimensiunile 7.302 picioare × 150 picioare
- pista 18/36 din asfalt, cu dimensiunile 5.004 picioare × 75 picioare